# Веселов, Владимир Сергеевич
Владимир Сергеевич Веселов (1907, Заволжский район, Ивановская область — 1948, Москва) — советский политработник, генерал-майор Советской Армии, участник Великой Отечественной войны.

## Биография
Владимир Веселов родился в 1907 году в деревне Акишенки Есиплевской волости Кинешемского уезда Костромской губернии, ныне не существует, была в составе Заволжского района Ивановской области. Русский. Отец Сергей Платонович Веселов, старый большевик, председатель Есиплевского волостного исполкома, был убит кулаками когда мальчику было 7 лет.

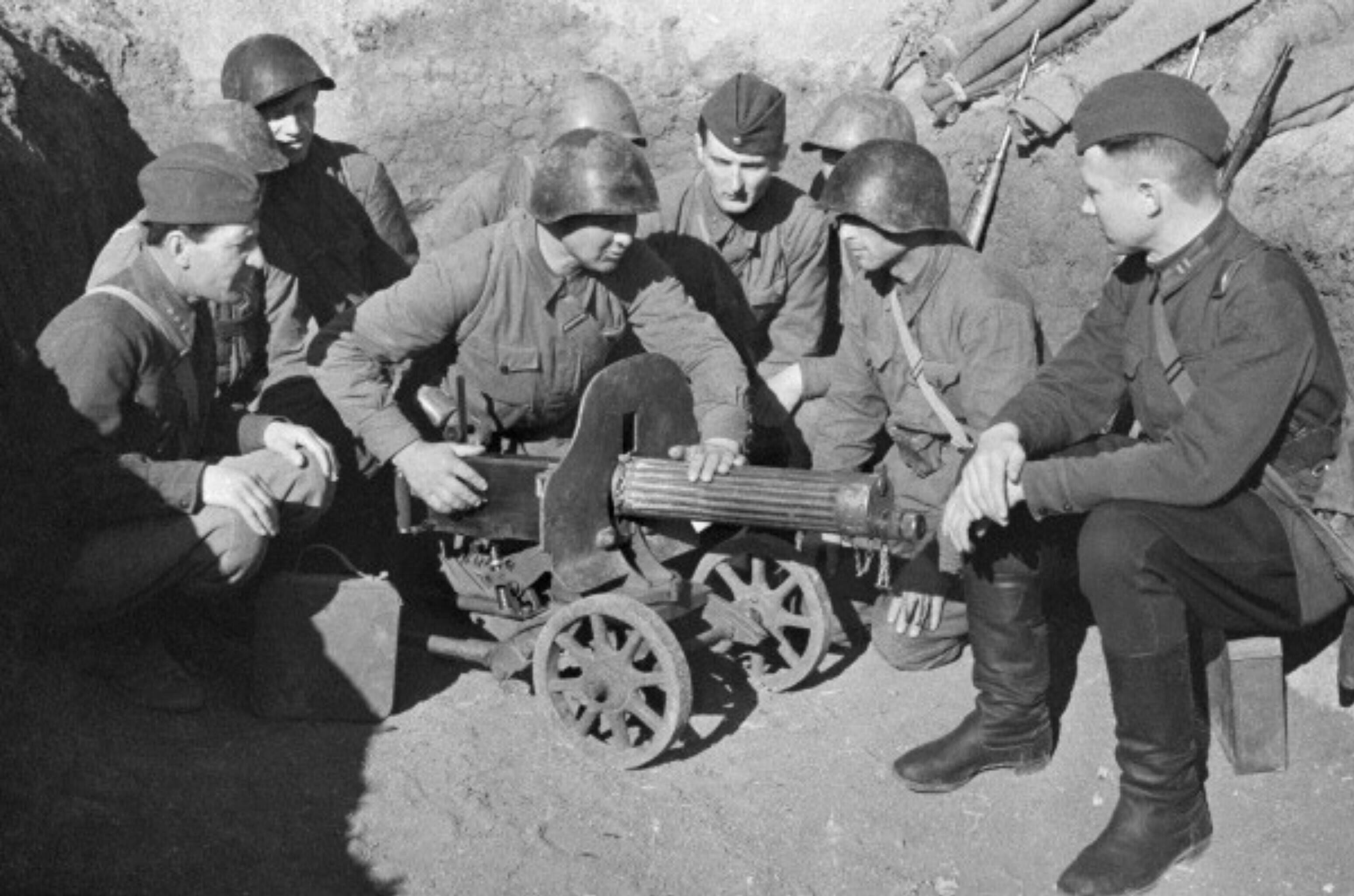
Батальонный комиссар В. С. Веселов (справа) обучает бойцов. Крымский фронт, апрель-май 1942 год

Начал трудиться на ткацкой фабрик в городе Наволоки. Вступил в комсомол, активно участвовал в работе с молодежью. Избирался секретарем комсомольских ячеек Долматовской фабрики (Заволжский район), Красноволжского хлопчатобумажного комбината "Томна" в Кинешме. В 1927 году вступил в ВКП(б). В дальнейшем еще 5 лет работал в комсомольских организациях в годах Кинешма и Наволоки.

В 1932 году добровольно поступил на службу в Красную Армию, партийной организаций был направлен в авиацию. В 1934 году окончил 3-ю военную школу летчиков и летчиков-наблюдателей в городе Оренбург. Служил в частях военной авиации, проявил хорошие качества политработника.

Могила Веселова на Новодевичьем кладбище Москвы.

В 1938 году успешно окончил Военно-политическую академию имени Ленина. Был направлен на работу в Главное политическое управление РККА, прошел путь от начальника отдела пропаганды до начальника Управления пропаганды и агитации и заместителя начальника Главного Политического управления.
В годы Великой Отечественной войны Веселов служил заместителем начальника Управления пропаганды и агитации Главного политического управления Рабоче-крестьянской Красной Армии. 20 декабря 1942 года ему было присвоено звание генерал-майора.
После окончания войны Веселов продолжил службу в Советской Армии. Трагически погиб в авиационной катастрофе в феврале 1948 года, похоронен на Новодевичьем кладбище Москвы.
Был награждён двумя орденами Красного Знамени, орденом Трудового Красного Знамени и рядом медалей.